# Гагарьевский сельсовет (Курганская область)
Гагарьевский сельсовет — упразднённые административно-территориальная единица и муниципальное образование со статусом сельского поселения в составе Юргамышского района Курганской области.
Административный центр — село Гагарье.
С 23 декабря 2021 года Законом Курганской области от 10.12.2021 № 143 муниципальный район был преобразован в муниципальный округ, сельсовет упразднён.

## История
В соответствии с Законом Курганской области от 6 июля 2004 года № 419 сельсовет наделён статусом сельского поселения.

## Население
| 1989 | 2002 | 2004 | 2010 | 2012 | 2013 | 2014 |
| ---- | ---- | ---- | ---- | ---- | ---- | ---- |
| 1132 | ↘983 | ↘917 | ↘720 | ↘699 | ↘675 | ↗676 |
| 2015 | 2016 | 2017 | 2018 | 2019 | 2020 |      |
| ↘651 | ↘631 | ↗637 | ↘621 | ↘609 | ↘597 |      |

## Состав сельского поселения
| № | Населённый пункт | Тип населённого пункта       | Население |
| - | ---------------- | ---------------------------- | --------- |
| 1 | Гагарье          | село, административный центр | ↘517      |
| 2 | Кандаковка       | деревня                      | 14        |
| 3 | Норильное        | село                         | ↘189      |